# Municipio de Wall Lake (condado de Sac)
El municipio de Wall Lake (en inglés: Wall Lake Township) es un municipio ubicado en el condado de Sac en el estado estadounidense de Iowa. En el año 2010 tenía una población de 1309 habitantes y una densidad poblacional de 13,9 personas por km².

## Geografía
El municipio de Wall Lake se encuentra ubicado en las coordenadas 42°20′49″N 95°1′25″O / 42.34694, -95.02361. Según la Oficina del Censo de los Estados Unidos, el municipio tiene una superficie total de 94.17 km², de la cual 91,36 km² corresponden a tierra firme y (2,98 %) 2,81 km² es agua.

## Demografía
Según el censo de 2010, había 1309 personas residiendo en el municipio de Wall Lake. La densidad de población era de 13,9 hab./km². De los 1309 habitantes, el municipio de Wall Lake estaba compuesto por el 99,31 % blancos, el 0,23 % eran afroamericanos, el 0,08 % eran amerindios, el 0,08 % eran isleños del Pacífico y el 0,31 % eran de una mezcla de razas. Del total de la población el 0,38 % eran hispanos o latinos de cualquier raza.